# Château de Martainville
Pour les articles homonymes, voir Martainville.
Le château de Martainville est une demeure de la fin du XVe siècle qui se dresse sur le territoire de la commune française de Martainville-Épreville, dans le département de la Seine-Maritime, en région Normandie.
Le château, qui abrite le musée des Traditions et Arts Normands, est partiellement protégé aux monuments historiques.

## Localisation
Le château est situé sur la commune de Martainville-Épreville, dans le département français de la Seine-Maritime.

## Historique
Fils de l'une des plus riches familles de la grande bourgeoisie rouennaise et lui-même grand armateur et marchand, le commanditaire de ce château, Jacques Le Pelletier, acquiert en 1482 le fief de Martainville, vaste à ce moment de 25 hectares. La date de 1485 gravée sur la clef d'une fenêtre de la tour sud-est ne précise pas la date de la construction mais celle du premier aveu rendu par un Le Pelletier au suzerain dont dépendait le fief de Martainville, l'abbaye Saint-Ouen de Rouen. L'élection comme conseiller-échevin de la ville de Rouen en 1493 marque l'apogée de la carrière de Jacques Le Pelletier, qui dut entreprendre la construction peu après.
Les données historiques invitent à voir une campagne de remaniement opérée par Jacques Le Pelletier lui-même. En effet, un événement majeur semble s’être produit dans sa vie autour de 1500 : Richard Le Pelletier, son frère cadet, meurt en 1499, et Jacques, qui hérite de tous ses biens, décide d'arrêter définitivement les activités marchandes de la famille. C'est sans doute à ce moment que Jacques décide de transformer sa demeure campagnarde « en forme de château ».
Jacques Le Pelletier est enterré à Rouen, paroisse Saint-Cande-le-Jeune, en 1511. Mort sans descendance masculine, c'est son neveu Jacques, second du nom, qui hérite de toute sa fortune. Occupant la charge de vicomte de l'Eau de Rouen, il ne s'occupe guère que de dilapider la fortune acquise par ses aïeuls. Il décède en 1545. Peu avant sa mort, il avait fait rédiger l'acte des lots et partages réglant sa succession, obligeant trois de ses enfants à donner au quatrième, à qui doit revenir le fief de Martainville, quatrième lot du partage, la somme de 1 200 livre tournois afin qu'il puisse réparer la « grande maison […] pour la somptuosité et magnificence » de celle-ci. En revanche, son fils n'aura de cesse que de porter plus haut la famille Le Pelletier dans l'échelle sociale : en 1571, il obtient de Catherine de Médicis et du jeune roi Charles IX de pouvoir commuer son nom de Le Pelletier en celui de la terre de Martainville. Par la suite, Richard Le Pelletier, devenu Richard de Martainville, est nommé gentilhomme de la chambre d'Henri III.
Dans l’histoire attachée au château, on relève également qu’Henri IV chasse de Martainville les troupes du duc de Parme, au cours de sa campagne qui le mène à Fontaine-le-Bourg en 1590.
Au siècle suivant, Louis, le nouveau seigneur de Martainville qui vit à la cour de Versailles, tire d’importants revenus de cette vaste exploitation agricole ; c'est pendant cette période que les communs sont agrandis et que l'intérieur des appartements est à nouveau transformé, notamment au premier étage.
Le dernier des Martainville meurt en 1757 sans héritier direct et le château passe par alliance à Salomon Couture, conseiller au parlement de Normandie puis à la famille Fautereau, tout en restant habité jusqu'en 1870. La guerre de 1870 y occasionne des déprédations, puis son abandon.
En 1889, le château est classé monument historique. La ferme est classée en 1931 : puits, colombier, couvertures et façades des bâtiments entourant la cour de ferme, hangar en charpente situé dans le verger.
En 1905, le château et ses terres sont mis en vente, pour la première fois dans leur histoire. Un marchand de bestiaux achète le logis et une partie des terres démembrées. Il coupe les alignements de chênes et se prépare à raser la demeure qui a souffert à la fois d'un long abandon et de l'occupation prussienne, quand l'État l'achète en 1906 in extremis. Mais tout le mobilier original du château a déjà été dispersé.

### Depuis l'achat par l'État en 1906
Vers 1925, le château est restauré par Henri Gosselin. Le château est destiné à devenir après sa rénovation, à partir de 1955, un lycée agricole. Il est confié au conseil général de la Seine-Inférieure qui y installe finalement, à partir de 1962, un musée des Traditions et Arts normands. L'ouverture au public du musée a lieu le 14 juillet 1964, son fondateur, Daniel Lavallée, défenseur du Vieux-Rouen, ayant été chargé de constituer les collections.
Le XXe siècle voit la restauration progressive de l'édifice, sous la direction de l'administration des monuments historiques. Les travaux portent notamment sur la suppression d'une construction adventice ajoutée entre les deux tours sud, la restitution des gables flamboyants au pinacle des ouvertures, la réfection des toitures et des huisseries, le réaménagement de l'intérieur.
À partir de 2011, la façade postérieure, à l'est, est mise en valeur par l'aménagement d'un jardin, inspiré des jardins de la Renaissance.

## Description
C'est, à l'origine, un domaine dont l'entrée se faisait uniquement par le nord, dans une basse-cour axée est-ouest, où se dressent encore les anciens bâtiments de dépendance adossés aux murs de clôture nord et sud : maison du métayer, écuries, granges, pressoir, bergeries. Si les bâtiments furent reconstruits ou modifiés, la disposition générale reste primitive : le colombier de la fin du XVe ou du début du XVIe siècle (le profil du bandeau médian est gothique), situé à l’extrémité occidentale de l’enclos, atteste par sa place l’étendue de la basse-cour. Celle-ci commandait, à l’est, une seconde cour plus petite et grossièrement carrée (42 × 40 m), fermée de hauts murs crénelés, cantonnée de quatre tourelles et occupée en son centre par le château. Au-delà, un vaste jardin était commandé par la cour du logis.
Dressé au centre de son propre enclos et bordé par un fossé, le logis de plan massé rectangulaire, couvert d’un toit en pavillon, est cantonné aux quatre coins de grosses tours aux toitures coniques. Le sommet des tours était muni de consoles, aujourd'hui disparues mais dont subsistent encore les pierres, sciées, qui évoquaient les mâchicoulis des châteaux forts. Construit en briques cuites sur place et en pierres blanches venues des carrières de Vernon, on relève sur l'appareillage une savante inclusion décorative de briques vernissées noires disposées en cœur, en croix, en losanges.
Mais la grande originalité de Martainville réside dans son plan absolument symétrique : un large couloir traversant placé au milieu du corps et qui précède un escalier situé dans une tour hors-œuvre en façade arrière, sa place traditionnelle en Normandie ; à l’allée couplée à l’escalier du rez-de-chaussée répond à chaque étage des couloirs traversants desservis par l’escalier. On ignore l’origine du plan absolument neuf de Martainville, mais l’introduction de ce système de circulation permet d’obtenir une partition claire du corps de logis : les salles et les offices sont regroupés au rez-de-chaussée et les chambres aux étages ; toutes les pièces sont indépendantes les unes des autres, salles comprises. Martainville a inspiré le plan de Chenonceau, construit par Thomas Bohier, général des finances de Normandie, qui était en contact plus ou moins direct avec Jacques Le Pelletier au moment de la construction. En Normandie, plus d’une dizaine d’édifices du XVIe siècle, tels Auffay, Tilly et Bailleul, se sont plus ou moins inspirés de Martainville. Mais si le plan de Martainville a fait florès, c'est parce qu'il répondait aux exigences de certains nobles du début du XVIe siècle de posséder une résidence à la campagne susceptible d'accueillir de nombreux convives, de disposer de chambres indépendantes les unes des autres et d'où il était possible de sortir et de rejoindre le vaste jardin d'agrément situé à proximité.
Peu après sa construction, une intervention d’envergure fut menée sur le logis, la travée centrale de la façade principale étant alors entièrement refaite : à l’entrée primitive, on substitua un large portail à deux vantaux muni d’un pont basculant, et aux fenêtres des niveaux supérieurs le chevet d’une chapelle et une tourelle d’escalier. Finalement, l’intervention aura permis d’obtenir une travée monumentalisant l’accès au logis, accentuant l’axe de symétrie de l’élévation antérieure et renforçant les références à la tradition des châteaux forts : le pont-à-bascule remplace le pont-levis, les consoles décoratives des tours et de la tourelle d’escalier évoquent les mâchicoulis des tours de défense et la chapelle au-dessus de l’entrée reprend une disposition de bon nombre d’édifices antérieurs : le château de Mehun-sur-Yèvre et le palais Jacques-Cœur à Bourges pour ne citer qu’eux.

## Protection
Au titre des monuments historiques :
- le château est classé par liste de 1889 ;
- la ferme du château : puits avec sa couverture ; le colombier ; les couvertures et façades des bâtiments entourant la cour de la ferme ; le hangar en charpente situé dans le verger à droite des bâtiments entourant la cour de la ferme et le hangar en charpente situé dans l'herbage à gauche des bâtiments sont classés par arrêté du 4 juin 1931 :
- l'assiette foncière des anciens jardins, avec l'ensemble des éléments subsistants de la clôture et de la composition, y compris les sols de la cour des communs sont inscrits par arrêté du 7 octobre 1997.

Vues extérieures
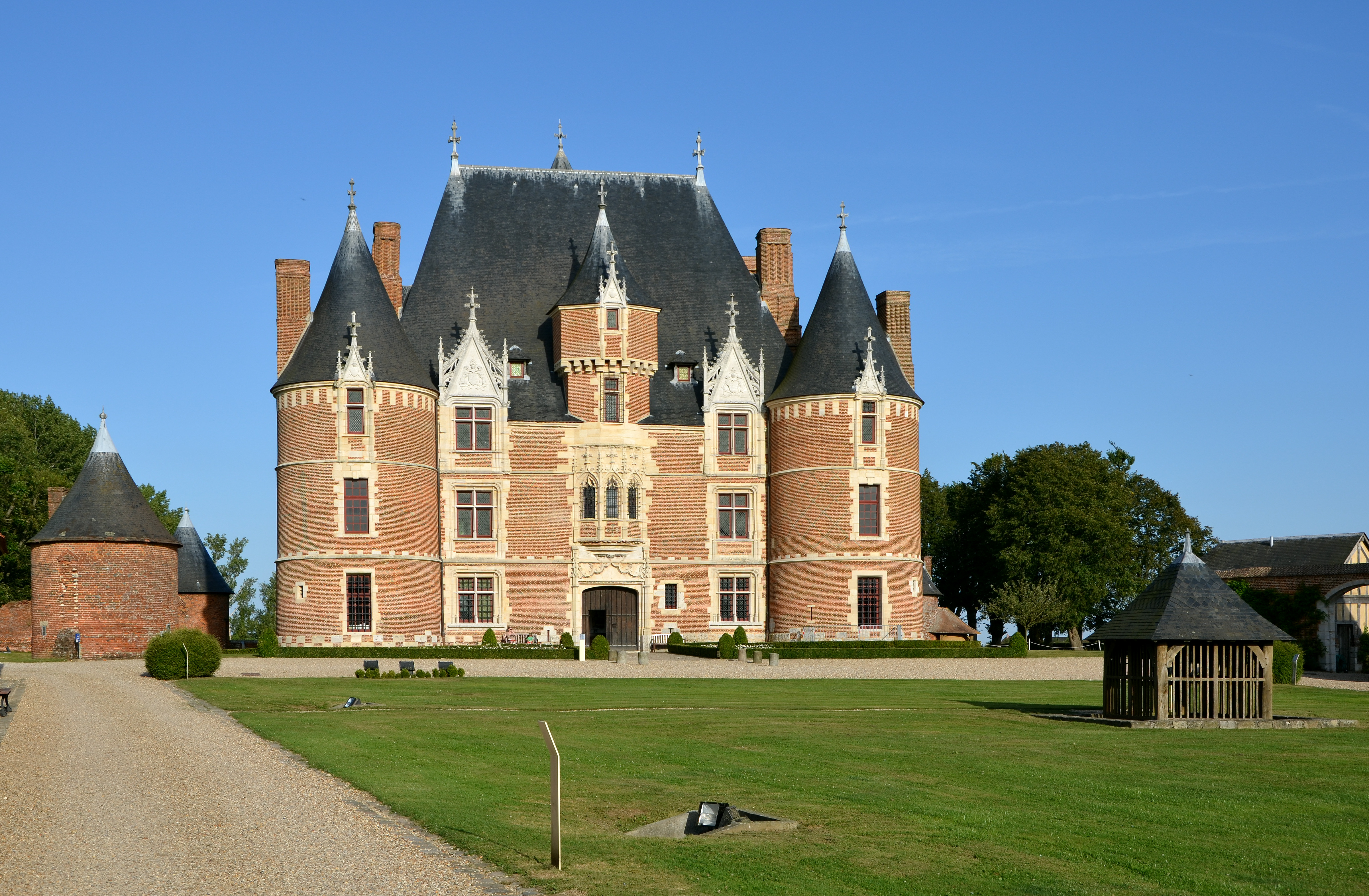
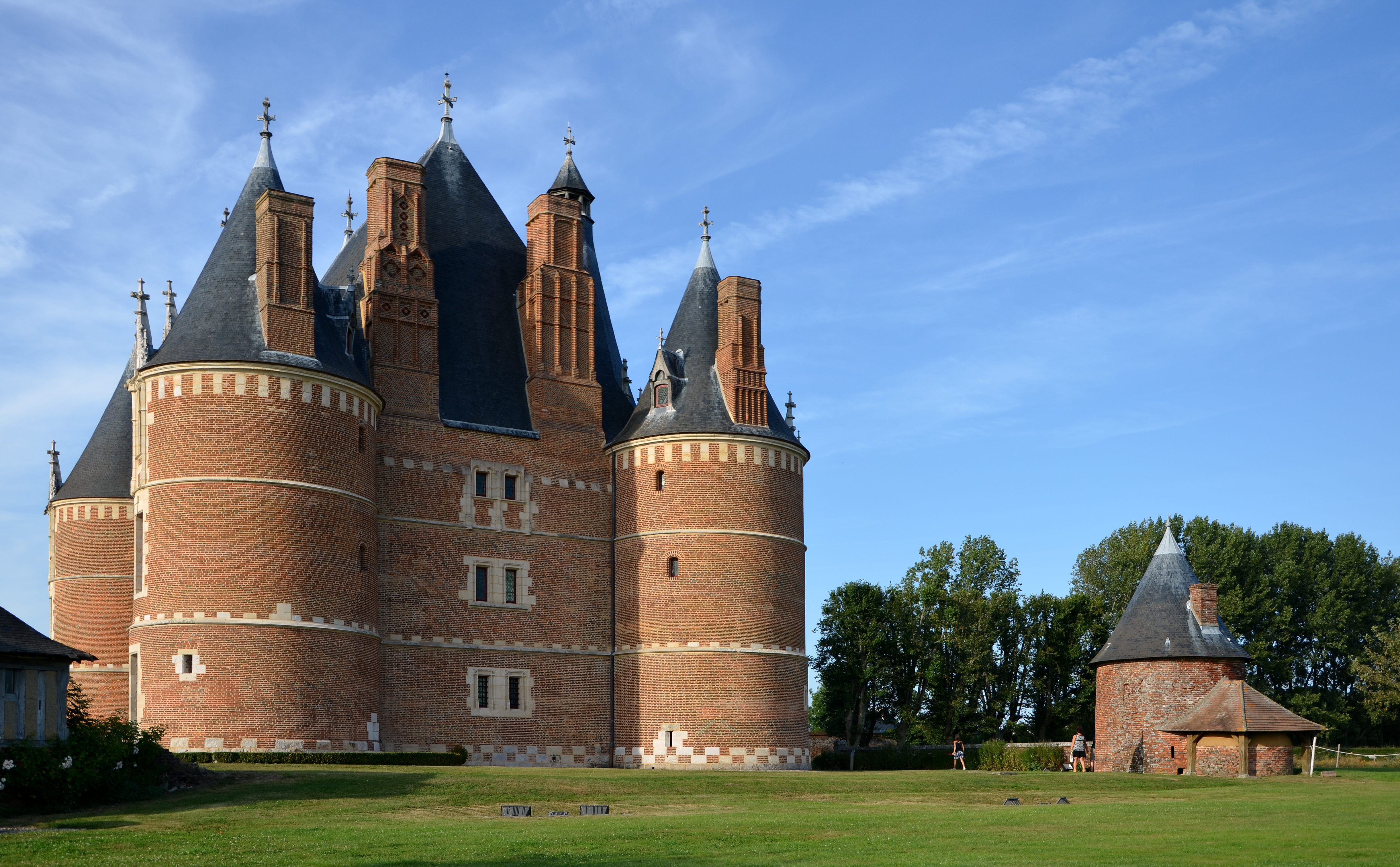
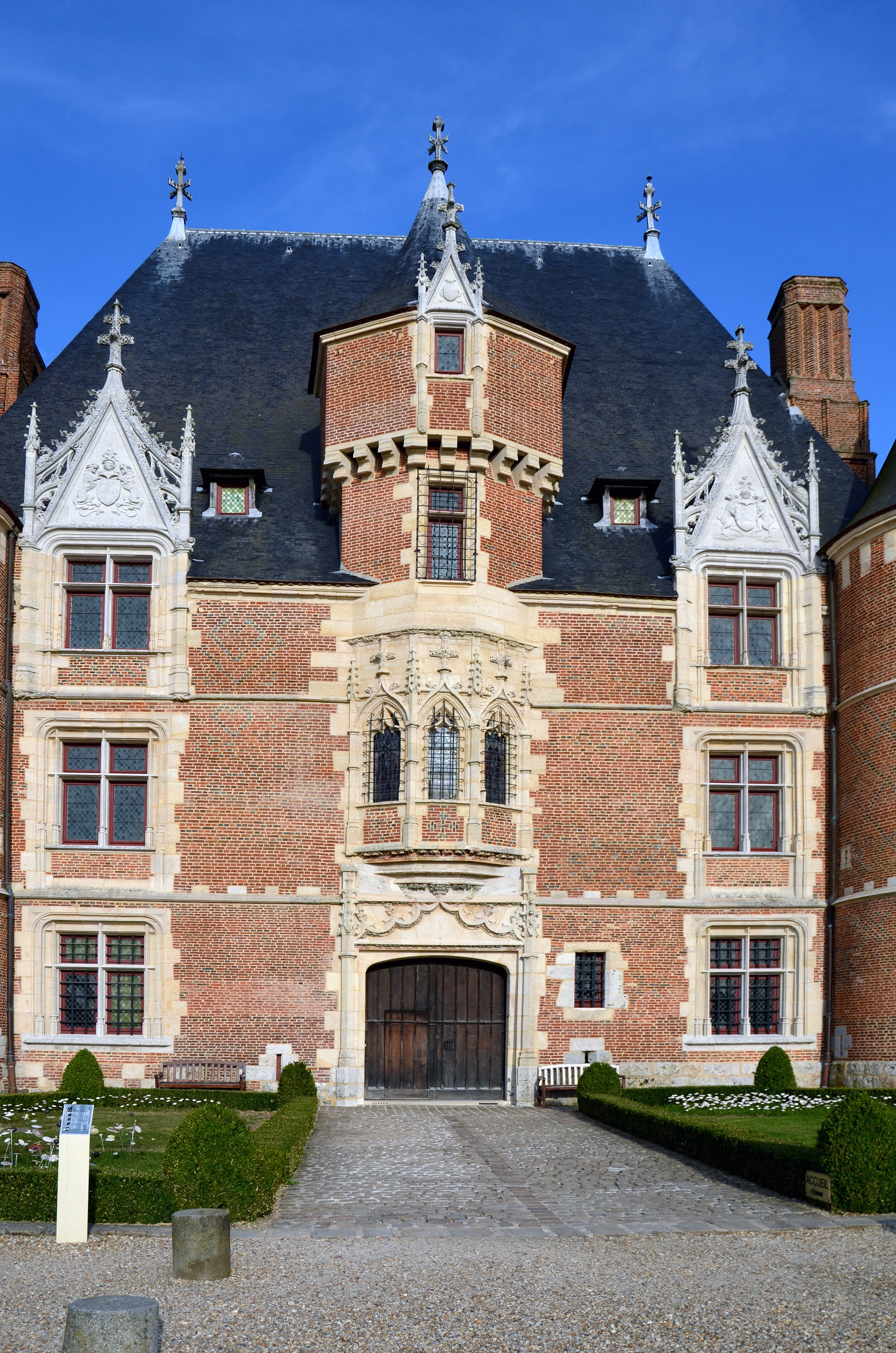

## Le musée des Traditions et Arts Normands
Le musée des Traditions et Arts Normands est labellisé Musée de France et présente dans les 23 pièces du château des collections permanentes et une exposition temporaire renouvelée chaque année.
Le musée des Traditions et Arts Normands est créé en 1961 par le conseil général de Seine-Maritime.
Son aménagement a été primitivement confié à Daniel Lavallée (1925-1989), professeur d’allemand et défenseur de la sauvegarde des maisons à pans de bois du vieux Rouen. Un vaste collectage du mobilier, des costumes, de la céramique, de la verrerie et des objets de la vie quotidienne en Haute-Normandie datés du XVe et jusqu'au XIXe siècle a permis de constituer une exceptionnelle collection retraçant l'histoire des arts et traditions populaires de cette région.
Au fil des années, le musée s’est enrichi grâce à de généreux dons, notamment dans le domaine du textile par une importante donation de mouchoirs illustrés de la famille Buquet. Ce sont 1 500 œuvres qui sont exposées de manière permanente ou temporaire dans le musée et ses dépendances.
Dans le musée, une exceptionnelle collection de mobilier haut-normand évoque l'évolution des styles du XVe au XIXe siècle. L'ethnographie des pays de Haute-Normandie (pays de Caux, Eure, pays de Bray, Littoral) est exposée sous l'aspect d'intérieurs de fermes reconstitués avec meubles et objets de la vie quotidienne aux XVIIIe et XIXe siècles. Le dernier étage présente une des plus importantes collections de coiffes, bijoux et costumes normands. Chaque année, l'association « l'Espace Musical » présente au dernier étage du musée une exposition consacrée à l'histoire de la musique en Normandie, en lien avec la thématique de l'exposition temporaire.

Le musée
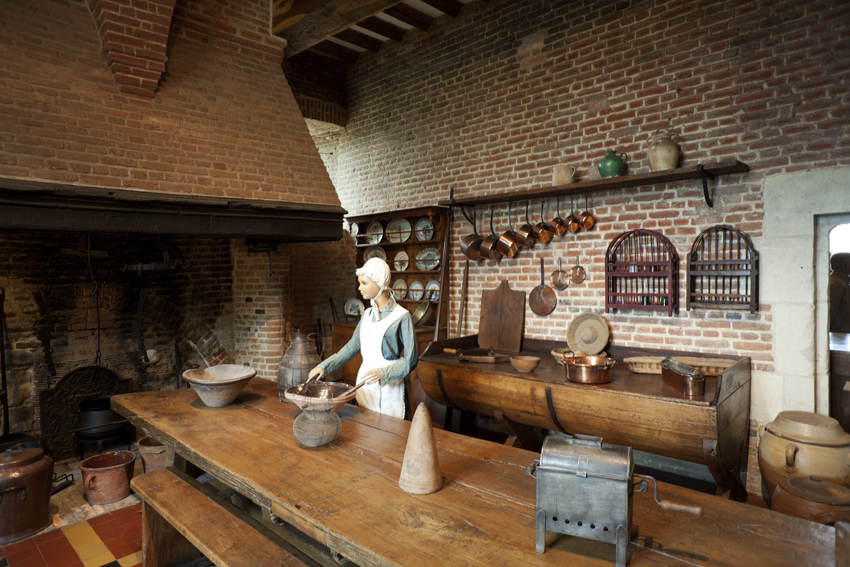
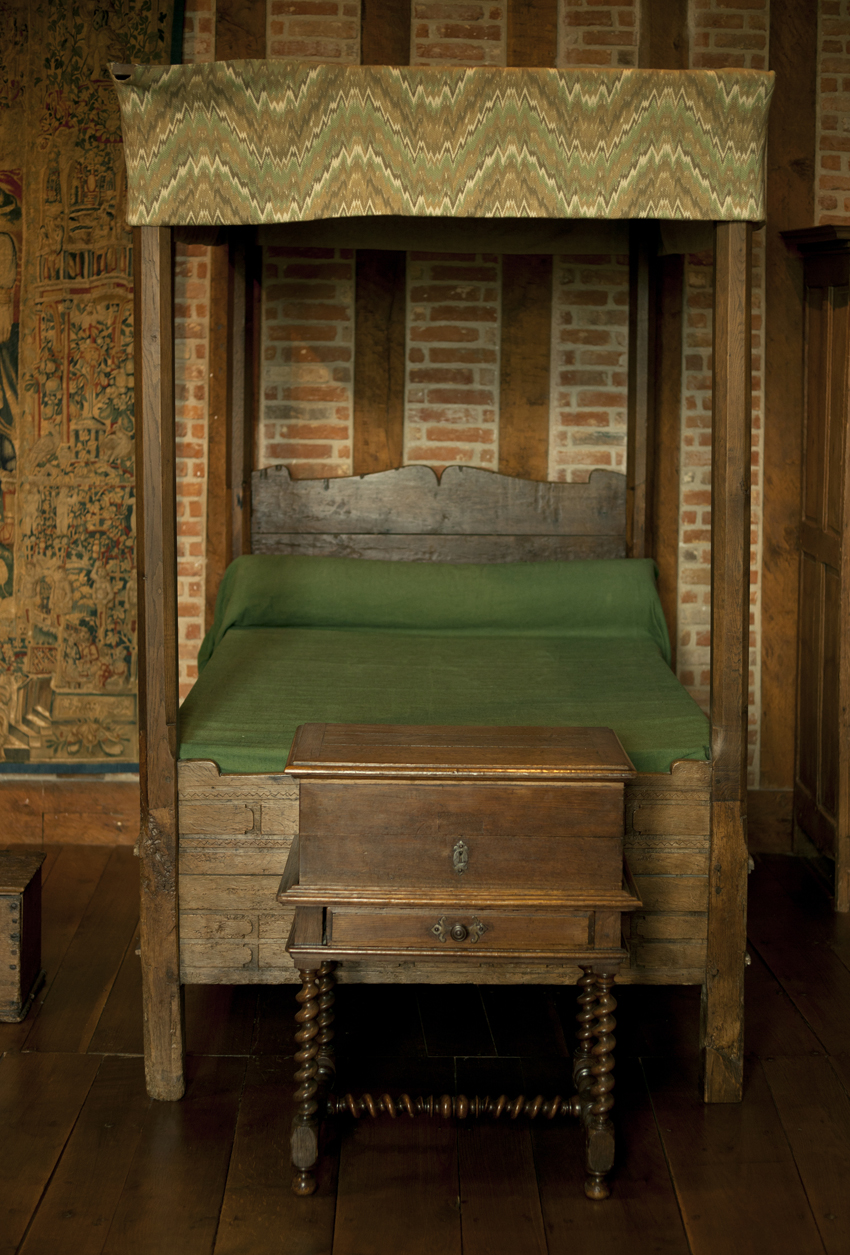
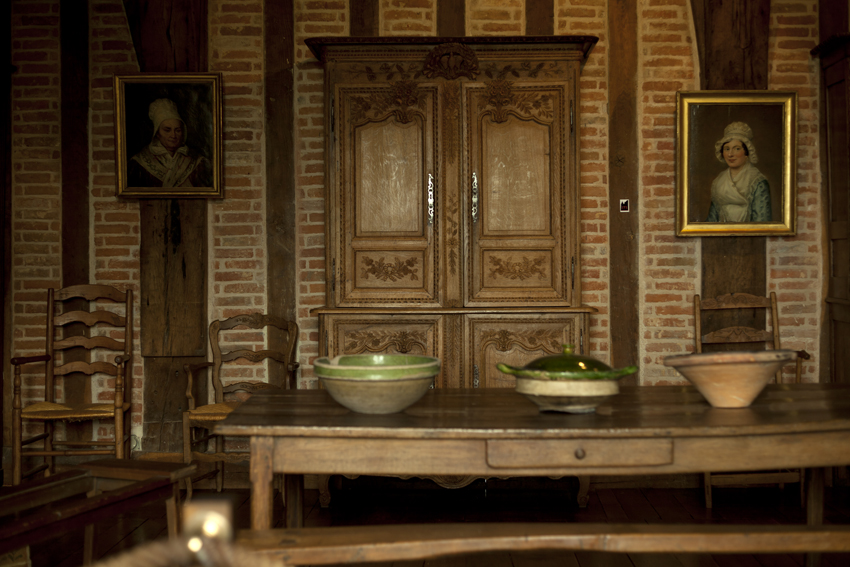

## Expositions temporaires
| Dates                    | Titre                                                                              | Observation                                                         |
| ------------------------ | ---------------------------------------------------------------------------------- | ------------------------------------------------------------------- |
| 06.04.2024 au 22.09.2024 | Il va y avoir du sport. Histoire des pratiques sportives en Seine-Maritime         |                                                                     |
| 06.04.2019 au 08.03.2020 | Femmes, je vous aime. Être une femme en Normandie du XVIIIe au début du XXe siècle |                                                                     |
| 07.11.2018 au 19.05.2019 | Parures                                                                            |                                                                     |
| 07.04.2018 au 24.02.2019 | Lorsque l'enfant paraît                                                            |                                                                     |
| 14.10.2017 au 14.01.2018 | Garde à vous ! Les mouchoirs d'instruction militaire                               |                                                                     |
| 01.04.2017 au 11.03.2018 | Éclats de verre : les traditions verrières en Normandie du XVIe siècle à nos jours |                                                                     |
| 16.04.2016 au 26.09.2016 | Les gens du lin                                                                    | Exposition labellisée festival Normandie impressionniste 2016       |
| 02.04.2016 au 27.02.2017 | Maisons normandes                                                                  |                                                                     |
| 03.04.2015 au 07.03.2016 | Trois petites notes de musique                                                     |                                                                     |
| 26.11.2014 au 18.05.2015 | Le temps des collections                                                           | 3e édition du Temps des collections (Musée des Beaux-Arts de Rouen) |
| 05.04.2014 au 09.03.2015 | A la table des Normands                                                            |                                                                     |
| 22.11.2013 au 19.05.2014 | Le temps des collections                                                           | 2e édition du Temps des collections (Musée des Beaux-Arts de Rouen) |
| 06.04.2013 au 12.01.2014 | L'eau et la toilette                                                               | Exposition labellisée Festival Normandie impressionniste 2013       |
| 07.04.2012 au 07.01.2013 | Céramique(s) de Haute-Normandie aux XVIIIe et XIXe siècles                         |                                                                     |
| 07.04.2012 au 25.11.2012 | Prairie contemporaine, fleurs de fortune                                           |                                                                     |
| 26.03.2011 au 27.11.2011 | Les quatre saisons du jardinier                                                    |                                                                     |
| 26.03.2011 au 27.11.2011 | Le peuple des graines sélénites                                                    |                                                                     |

## Pour approfondir